# أناستاسيا كرافشينوك
أناستاسيا كرافشينوك (مواليد 19 يناير 1997) هي لاعبة كرة طائرة شاطئية لاتفية، شاركت في الألعاب الأولمبية الصيفية 2020.